# Un flic sur le toit
Pour plus de détails, voir Fiche technique et Distribution.
Un flic sur le toit (titre original : Mannen på taket) est un film suédois réalisé par Bo Widerberg et sorti en 1976.

## Synopsis
Stig Nyman, un commissaire hospitalisé à la suite d'une intervention chirurgicale, est assassiné dans sa chambre. Deux policiers mènent l'enquête : ils découvrent que leur collègue s'était rendu coupable de multiples brutalités et qu'il était, en particulier, responsable du décès d'une jeune femme diabétique, épouse de l'un de ses adjoints...

## Fiche technique
Sauf indication contraire, les informations mentionnées dans cette section peuvent être confirmées par les bases de données cinématographiques  présentes dans la section « Liens externes ».
- Titre du film : Un flic sur le toit
- Titre original : Mannen på taket
- Réalisation et scénario : Bo Widerberg, d'après le roman de Maj Sjöwall et Per Wahlöö L'Abominable Homme de Säffle
  - Assistants réalisateur : Stefan Jarl, Roy Andersson
- Musique : Björn J:son Lindh (en)
- Photographie : Per Källberg, Odd-Geir Sæther
- Montage : Sylvia Ingemarsson, Bo Widerberg
- Décors : Ulf Axén
- Production : Per Berglund
- Société de production : Svensk Filmindustri
- Pays de production :  Suède
- Langue originale : suédois
- Format : couleur (Eastmancolor) - 1,66:1
- Durée : 110 minutes

## Distribution
Sauf indication contraire, les informations mentionnées dans cette section peuvent être confirmées par les bases de données cinématographiques  présentes dans la section « Liens externes ».
- Carl-Gustaf Lindstedt : Martin Beck
- Thomas Hellberg : Gunvald Larsson
- Sven Wollter : Lennart Kollberg
- Håkan Serner : Elnar Rönn
- Birgitta Valberg : Madame Nyman
- Ingvar Hirdwall : Ake Eriksson
- Harald Hamrell : Stefan Nyman